# Arctia tigrina
Espèce
Synonymes
- Phalaena tigrina Villers, 1789
- Phalaena fasciata Esper, 1785
- Bombyx gratiosa Hübner, 1803
- Atlantarctia tigrina (Villers, 1789)

L'Écaille fasciée (Arctia tigrina) est une espèce de lépidoptères (papillons) de la famille des Erebidae et de la sous-famille des Arctiinae.

## Description
L'imago a une envergure de 5 à 6 cm.

## Distribution
Arctia tigrina est présente dans le Sud-Ouest de l'Europe (péninsule Ibérique, Sud de la France, Nord de l'Italie) et au Maroc.

## Biologie
L'espèce est univoltine, et le papillon vole de mai à juillet pendant la nuit.
La chenille vit isolément et se nourrit de diverses plantes basses.

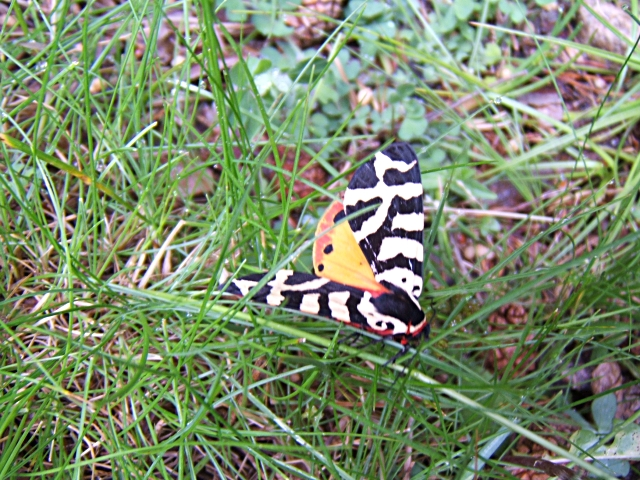
Papillon.
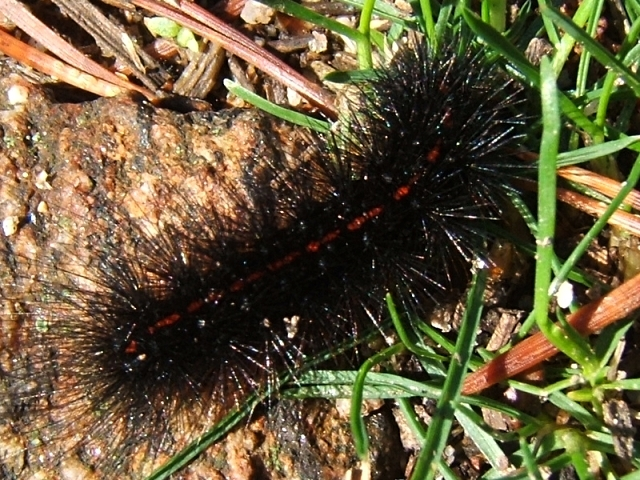
Chenille.